# Atelopus oxyrhynchus
Atelopus oxyrhynchus là một loài cóc thuộc họ Bufonidae.
Đây là loài đặc hữu của Venezuela.
Môi trường sống tự nhiên của chúng là vùng núi ẩm nhiệt đới hoặc cận nhiệt đới, sông ngòi, và sông có nước theo mùa.
Chúng hiện đang bị đe dọa vì mất nơi sống.